# Mug Root Beer
Mug Root Beer est une marque de root beer appartenant à Pepsi.

## Historique et variantes
Mug Root Beer a dans un premier temps été produit à côté de San Francisco, à Belfast (Californie) au tout début des années 1950. Son nom a été changé pour Mug old fashioned Root Beer. À la fin des années 1960, une version light est produite, qui deviendra le Diet Mug Root Beer.
Comme son concurrent A&W, Mug produit également du cream soda.
En 1986, la compagnie est rachetée par Pepsi.
Le logo de la marque représente un bulldog.